# Cryptographis lucidalis
Cryptographis lucidalis là một loài bướm đêm trong họ Crambidae.